# Petr Vorel
Petr Vorel (* 12. října 1963 Pardubice) je český historik, děkan Filozofické fakulty Univerzity Pardubice.

## Životopis
Po absolvování gymnázia v Přelouči vystudoval v letech 1981–1986 Filozofickou fakultu Univerzity Karlovy v Praze (obor historie – ruský jazyk). Po studiu pracoval jako historik a numismatik Východočeského muzea v Pardubicích, od počátku nového milénia působí na Filozofické fakultě Univerzity Pardubice, kde zastával nejprve post vedoucího katedry historických věd, později proděkana pro vědu a výzkum a od roku 2007 děkana. Externě přednášel též na FF UK. V letech 2005–2011byl předsedou Sdružení historiků České republiky, kde zůstává členem výboru. Od roku 2011 je předsedou Českého národního komitétu historiků a členem Učené společnosti České republiky. Vedle toho vede redakci časopisu Theatrum historiae a Východočeského sborníku historického a je členem několika dalších redakčních či vědeckých rad.
Odborně se zabývá převážně českými dějinami raného novověku, dějinami měst a šlechty, a zejména pak historií peněžnictví. V tomto směru působí i jako soudní znalec. Byl iniciátorem a realizátorem výstavy Tisíciletá tradice české měny od X. do XXI. století uspořádané Českým centrem v New Yorku. V roce 2000 obdržel za svou knihu Páni z Pernštejna Cenu Egona Erwina Kische.

## Publikace
- Páni z Pernštejna. Vzestup a pád rodu zubří hlavy v dějinách Čech a Moravy. Praha : Rybka, 1999. 318 s. ISBN 80-86182-24-X
- Dějiny města Přelouče I. 1086–1618. Přelouč : Městský úřad, 1999. 223 s. ISBN 80-238-4119-X
- Od pražského groše ke koruně české. Průvodce dějinami peněz v českých zemích. Praha : Rybka, 2000. 551 s. ISBN 80-86182-36-3. 2. vyd. Praha : Havran, 2004. 577 s. ISBN 80-86515-40-0
- Rezidenční vrchnostenská města v Čechách a na Moravě v 15.–17. století. Pardubice : Východočeské muzeum, 2001. 248 s. ISBN 80-86046-47-8
- Dějiny města Přelouče II. 1618–1848. Přelouč : Městský úřad, 2002. 278 s. ISBN 80-238-8800-5
- Od českého tolaru ke světovému dolaru. Zrození tolaru a jeho cesta v evropském a světovém peněžním oběhu 16.–20. století. Praha : Rybka Publishers, 2003. 302 s. ISBN 80-86182-71-1
- Velké dějiny zemí Koruny české VII. 1526–1618. Praha/Litomyšl : Paseka, 2005. 672 s. ISBN 80-7185-648-7
- Říšské sněmy a jejich vliv na vývoj zemí Koruny české v letech 1526–1618. Pardubice : Východočeské muzeum v Pardubicích, 2005. 207 s. ISBN 80-86046-74-5
- Monetary circulation in Central Europe at the beginning of the early modern age. Attempts to establish a shared currency as an aspect of the political culture of the 16th Century (1524–1573). Pardubice : Univerzita Pardubice/Východočeské muzeum, 2006. 211 s. ISBN 80-7194-827-6
- Stříbro v evropském peněžním oběhu 16.–17. století (1472–1717). Praha : Rybka, 2009. 407 s. ISBN 978-80-87067-51-2
- La storia della piastra d’argento di Urbano VIII. L’attivita della zecca romana sul finire del pontificato di Urbano VIII e il catalogo dettagliato delle piastre d´argento pontificie degli anni 1634–1644. Praha : Historický ústav ; Roma : Istituto Storico Ceco di Roma ; [Pardubice] : Università di Pardubice, 2013, 249 s. ISBN 978-80-7286-224-5
- Velmocenské ambice v dějinách. Praha : Učená společnost České republiky, 2015. 146 s. (s J. Pánkem a J. Peškem) ISBN 978-80-905088-2-8
- The war of the princes. The Bohemian Lands and the Holy Roman Empire 1546–1555. St. Helena : HHP 2015. 272 s. ISBN 978-1-943596-03-4

## Členství v odborných komisích a profesních organizacích
- Český národní komitét historiků (předseda)
- Sdružení historiků České republiky (člen výboru)
- Numismatická komise při Asociaci muzeí a galerií ČR (člen výboru)
- Památková komise Rady města Pardubic
- Collegium Carolinum
- Učená společnost České republiky od roku 2011[4]
- (ex) Grantová agentura Akademie věd ČR
- (ex) Český národní komitét pro středoevropská a východoevropská studia